# Hazardia ferrisiae
Hazardia ferrisiae là một loài thực vật có hoa trong họ Cúc. Loài này được (S.F.Blake) W.D.Clark mô tả khoa học đầu tiên năm 1979.